# Церковь Мугни Сурб Геворг
Церковь Мугни Сурб Геворг (груз. მოღნისის წმინდა გიორგის ეკლესია, арм. Մուղնու Սուրբ Գևորգ եկեղեցի) (также известна как Могнинская церковь или Мугнийская церковь)) — храм Армянской апостольской церкви в Тбилиси, в историческом районе Старый город, улица Беглара Ахоспирели, д, 6. В период царской России на территории церкви  проходили собрания Тифлисского армянского женского благотворительного общества, а также отпевались представители армянского рода Бебутовых

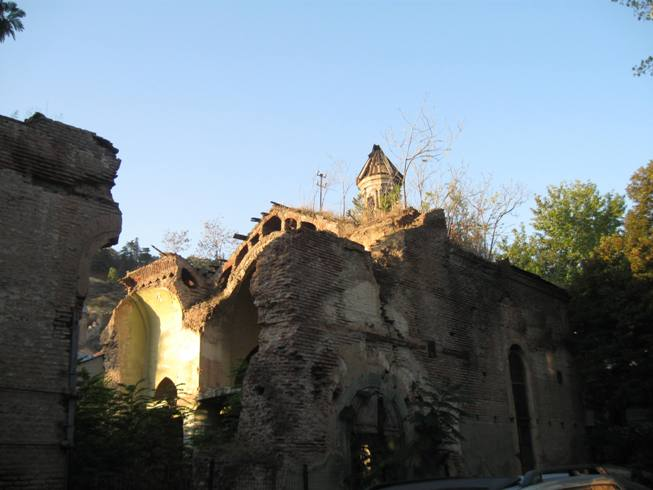
Состояние церкви 9 октября 2017

## История
Относительно времени основания церкви существуют разные мнения. Самым ранним считается 1356 год от Рождества Христова.  В рукописях XV века церковь упоминается как под своим названием, так и под именем «Исполняющей желания Божьей Матери» и именем Воеводы Геворга. Согласно другим данным церковь основана в 1537 году.
В 1763 году Мугнийская церковь Св. Геворга упоминается как часть Ахпатского монастыря. В 1784 году церковь была одной из семи Тбилисских армянских церквей, входивших в состав Епархии Ахпата. Согласно данным «Кавказского календаря» на 1847 год, при церкви была еще одна церковь старая Могнинская церковь
В 1789 году была возведена колокольня церкви (возможно, одна из колоколен), что было установлено в 1900 году во время реставрации, когда был найден камень с надписями на грузинском языке следующего содержания": «Эту колокольню построила я — дочь Зураба Тер-Шмавонянца, жена магтеси Зураба, грешная Эстер в 1789 году».
В 1795 году церковь была разграблена во время персидского погрома города войсками Ага-Мухаммед-хана. Однако священнику церкви Григорию Тер-Шмавоняну удалось спасти некоторые церковные сокровища.
В 1852 году обветшавшая церковь требовала ремонта, стоимость которого оценивалась в 4.500 рублей серебром.
В 1860 году планировалось расширить территорию у церкви за счёт сноса расположенной к северу от неё жилой застройки.
Во дворе церкви существовал небольшой некрополь для местных жителей и служителей церкви.
В советское время (до 1980-х годов) здание церкви использовалось как музейное хранилище. После освобождения здания в 1980-е годы в отсутствие ремонта на алтаре стали заметны опасные трещины, в 1990 году церковь была признана аварийной. В 2009 году произошло обрушение главного купола.
Армянская апостольская церковь не раз обращалась к грузинским властям по поводу состояния церкви, но передача здания не состоялась.

## Галерея

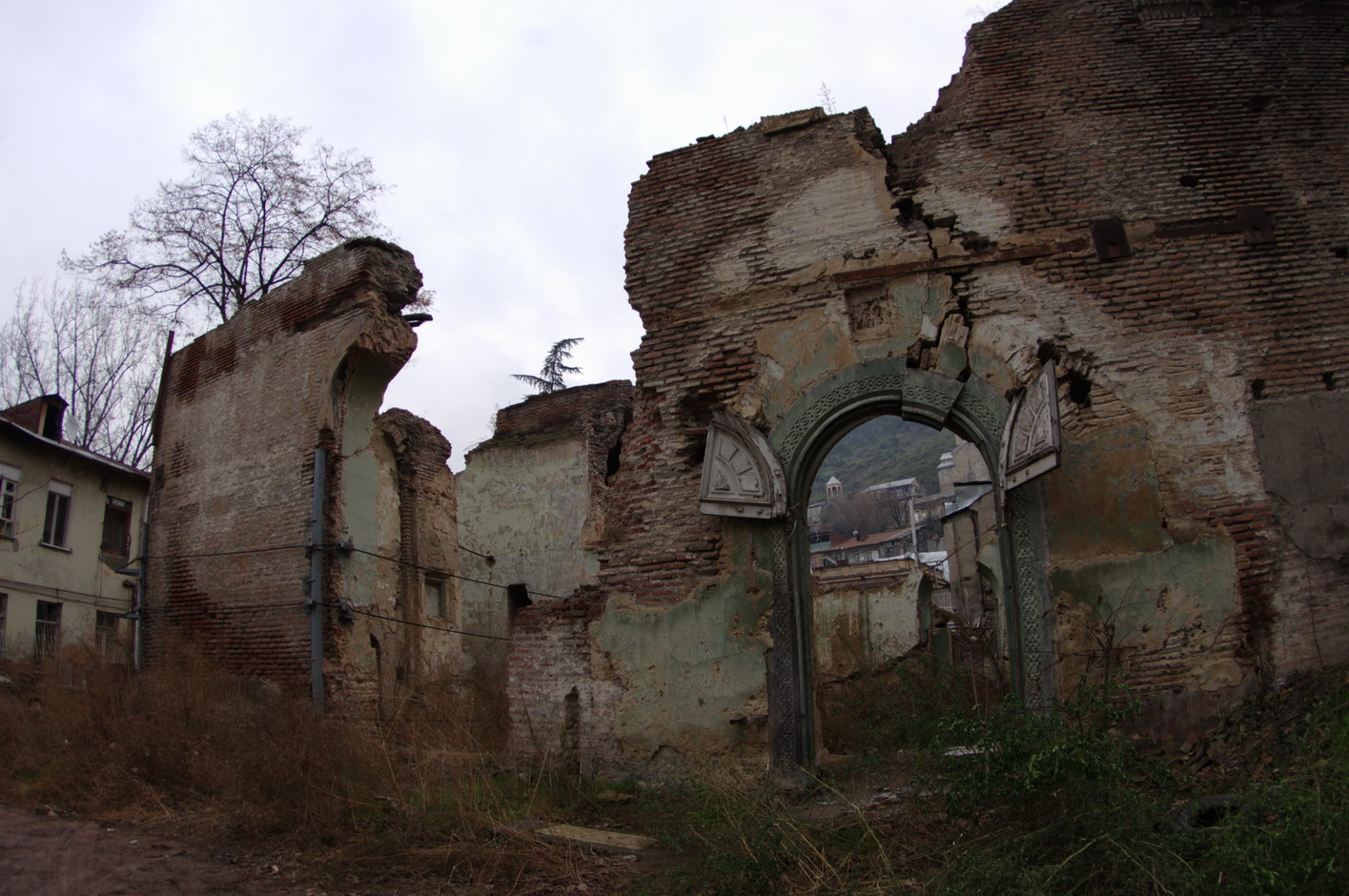
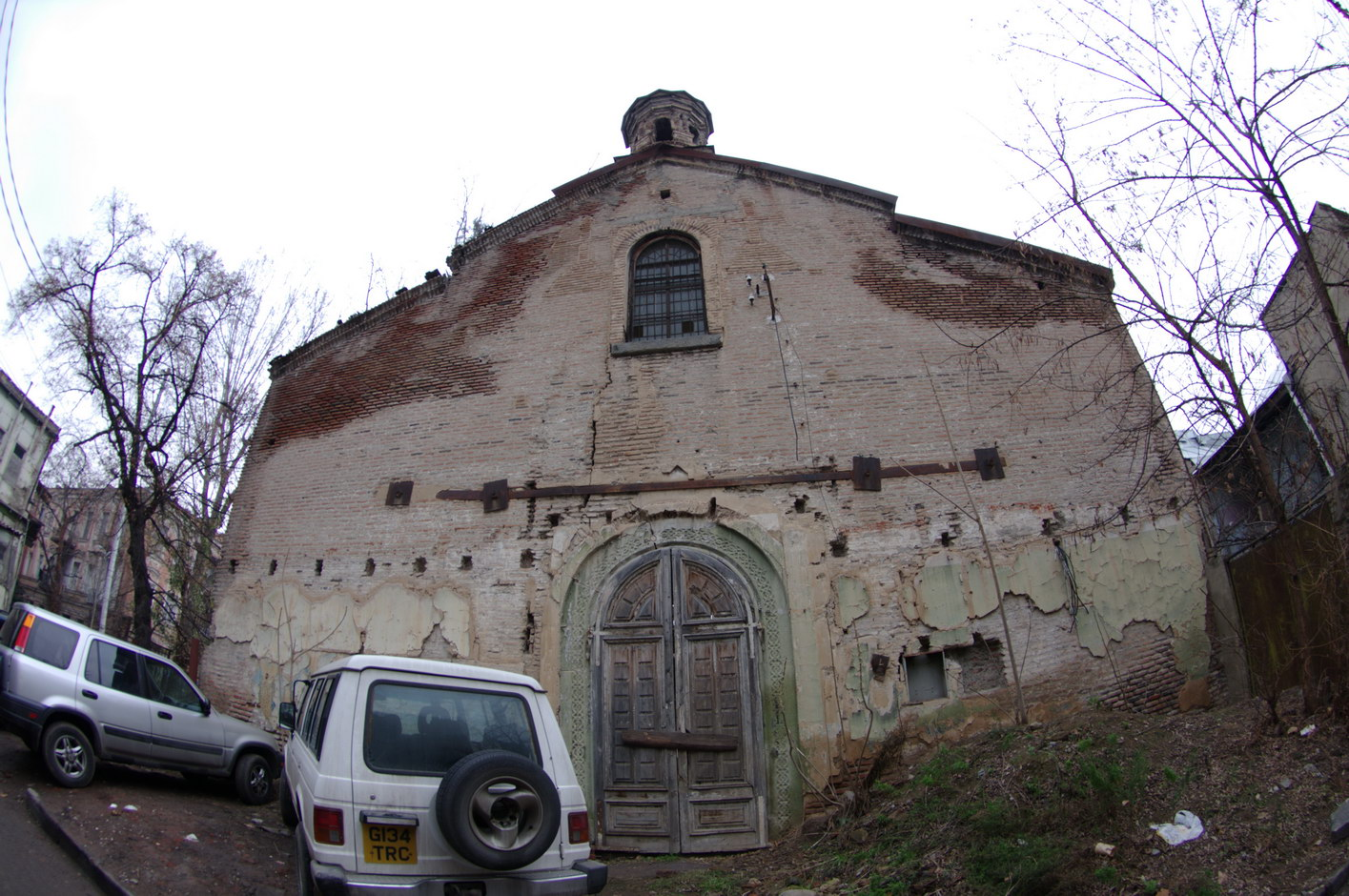
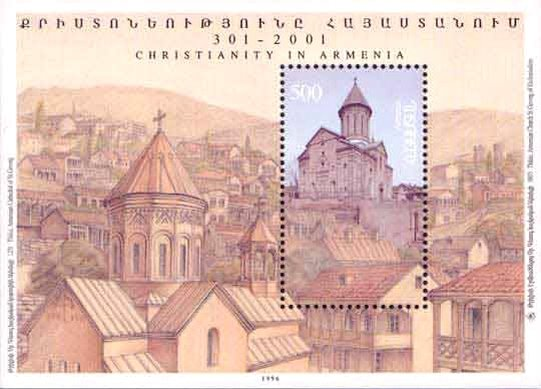
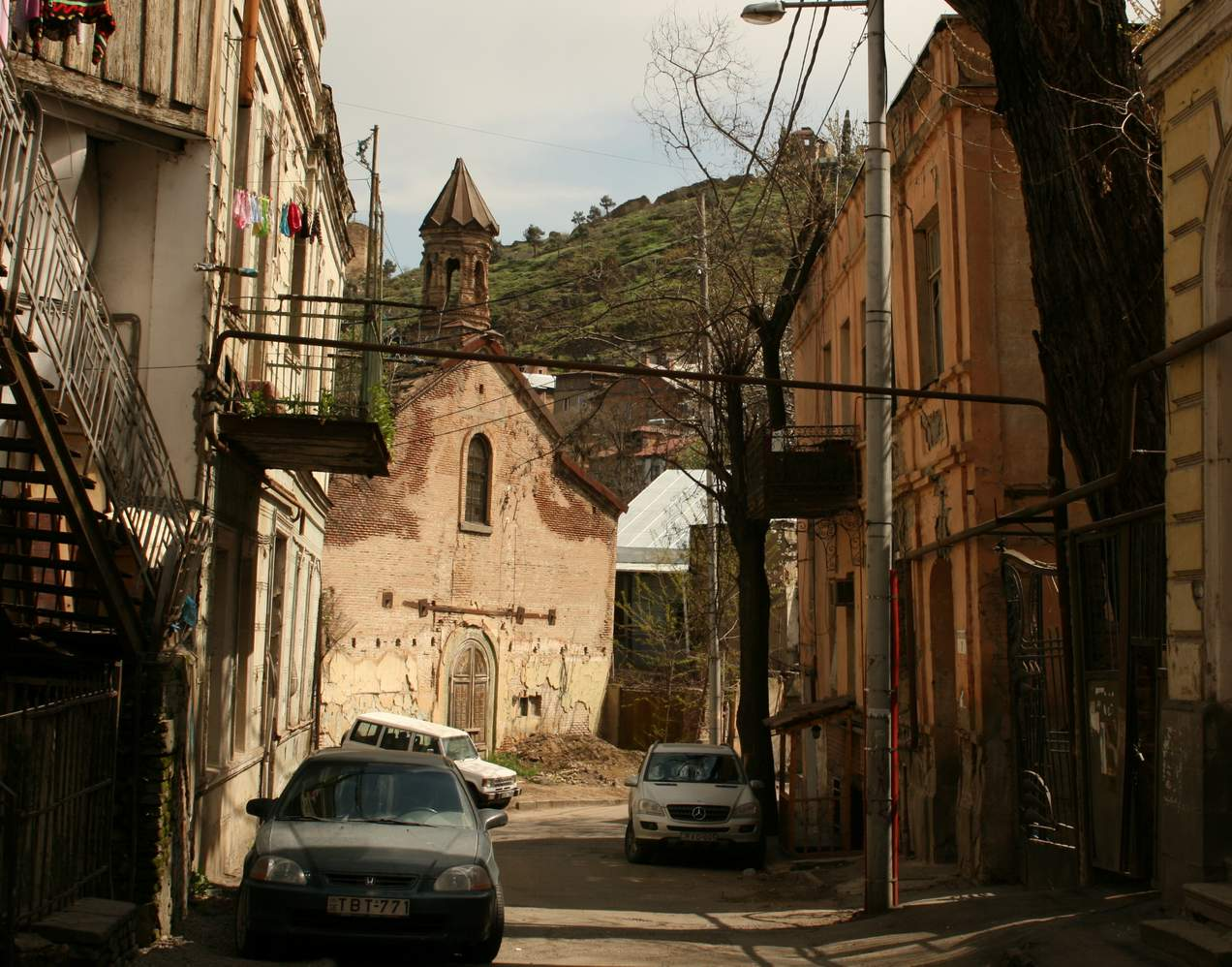

## Святыни
Мощи Святого Георгия